# Cindy Patton
Cindy Patton (* 12. Februar 1956)  ist eine US-amerikanische Autorin, Soziologin und Historikerin.

## Leben
Patton studierte Soziologie an der Appalachian State University, Harvard University und an der University of Massachusetts. Als Hochschullehrerin unterrichtete Patton an der Fakultät der Temple University in Philadelphia im US-Bundesstaat Pennsylvania, an der Emory University in Druid Hills, Atlanta im Bundesstaat Georgia und an der Simon Fraser University in British Columbia in Kanada, wo sie von  2003 bis 2014 den Canada Research Chair in Community, Culture, and Health innehatte. Als Autorin verfasste Patton mehrere Werke. Sie spezialisierte sich auf die Geschichte der AIDS-Epidemie.

## Werke (Auswahl)
- 1985: Sex and Germs: The Politics of AIDS
- 1987: Making It: A Woman’s Guide to Sex in the Age of AIDS (gemeinsam mit Janis Kelly)
- 1990: Inventing AIDS
- 1993: Women and AIDS
- 1994: Last Served?: Gendering the HIV Pandemic
- 1996: Fatal Advice: How Safe-Sex Education Went Wrong
- 1997: Cinematic Identity: Anatomy of a Problem Film
- 2000: Queer Diasporas (gemeinsam mit Benigno Sánchez-Eppler)
- 2002: Globalizing AIDS
- 2007: Filmische Identität: Anatomie eines Problemfilms,  University of Minnesota Press
- 2008: Globale Wissenschaft / Frauengesundheit, Youngstown, New York: Teneo Press, (gemeinsam mit Helen Loshny)
- 2010: Wiedergeburt der Klinik: Orte und Agenten im zeitgenössischen Gesundheitswesen, University of Minnesota Press

## Auszeichnungen und Preise (Auswahl)
- 1986: Stonewall Book Award für Sex and Germs: The Politics of AIDS[2]
- 1991: Nominierung für den Lambda Literary Award  für Inventing AIDS[3]